# Mohammad Boruyerdí
Muhammad Boroujerdi (en persa: محمد بروجردی tr., n. en 1955 en la provincial de Lorestán, Irán - m. en mayo de 1983 en la provincia de Kurdistán, Irán) fue un militar iraní, que fue uno de los fundadores de los Cuerpos de la Guardia Revolucionaria Islámica (CGRI) y comandante en la Guerra Irán-Irak. Jugó un rol en el control sobre los territorios del Kurdistán iraní por las fuerzas iraníes. 

## Vida
Boroujerdi nació en la aldea de Darreh Gorg de Borujerd, hijo de padres campesinos. El nombre del lugar fue renombrada después en su honor. La familia vivió en la capital Teherán por varios años después de la muerte de su padre. Trabajó como satre y estudió en escuelas nocturnas; leyó el Corán (libro sagrado del Islam) y en cursos teológicos a los 14 años de edad. Se casó a los 17. 

## Revolución iraní
Tuvo contactos con el Partido Coalición Islámica antes de la Revolución iraní y participó en un grupo de estudio clandestino político y religioso. Boroujerdi se presentó al servicio militar y desertó, se fue a la frontera Irán-Irak para encontrarse con el Ayatolá Jomeini en este último país. Después fue capturado por el SAVAK y fue confinado por 6 meses, y fue obligado a terminar el servicio militar. Un camarada llamado “Hemmat”, relata sus discrepancias con los miembros de la Organización de los Muyahidines del Pueblo de Irán (OMPI) mientras estaba en prisión, sobre una fatwa. Tras su servicio militar volvió a empezar sus actividades políticas por contactos revolucionarios con el Mahdi Iraquí; y reproducía comunicados y casetes de audio de Jomeini en su hogar para su publicación. Estuvo en la lucha armada contra el Shah Mohammad Reza Pahleví, se fue a Siria en 1977 y contactó a Musa al-Sadr y “Mohammad Montazeri” mejorando sus habilidades militares en los campos del Movimiento Amal. Se pasó al Líbano y se formó políticamente con el doctor en física Mostafá Chamrán. Después de las primeras manifestaciones para derrocar al Shah lideró algunas batallas de guerrilla contra la Monarquía en Irán.
Sus mayores acciones incluyeron:
- Ser jefe de los escoltas de Jomeini en su regreso desde París, Francia.[3]
- Desarme de la central de policía en Teherán.
- Toma del edificio de la Radio y Televisión Nacional IraníBroadcasting|the National Iranian Radio and Television]]
- Explosión del bus del consulado estadounidense en Lavizan.[1]

## Después de la Revolución
Boroujerdi fue responsable de la prisión de Evin por un corto tiempo. Luego fue uno de los doce fundadores de los CGRI.

### Kurdistán
Después del liderazgo de Jomeini para suprimir las rebeliones antirrevolucionarias al inicio de la revolución Boroujerdi fue a Paveh. Ayudó a quebrar el asedio de la guarnición de Sanandaj ocupada por guerrillas comunistas y partidos federalistas, incluyendo al Partido Democrático del Kurdistán de Irán (PDKI), las Guerrillas Fedai y el Peykar. Adelantó la fundación de los Peshmergas Musulmanes del Kurdistán y sirvió como su fundador y comandante; también fue el comandante de los CGRI en el Kurdistán y jugó importantes roles en la recuperación de Sardasht, Baneh y Piranshahr de manos del PDKI.

### La Guerra Irán-Irak
Como uno de los comandantes, él advirtió la caída de Sar Pol-e Zahab, planeada por el ejército del presidente de Irak Sadam Huseín en octubre de 1980. También Mohammad Boroujerdi sirvió en el oeste de Irán, pero se involucró en algunas campañas militares en el sur; esto incluyó la Operación Tariq al Qods, u Operación Camino de Jerusalén, para retomar Bostan y la Operación Victoria Innegable u Operación Fath ol Mobin. Tras la partición de los CGRI fue propuesto comandante de su séptima zona que incluyó las provincias de Hamedan, Ilam, Kermanshah y Kurdistán. Murió (mártir en Irán) por una mina terrestre, en mayo de 1983 en la carretera Mahabad-Naqadeh. Dejó a 2 hijos en la orfandad.